# Ludwig Hopfner
Ludwig Hopfner (* 24. Januar 1908 in Beiderwies; † 28. August 1984 in Landshut) war ein deutscher Verwaltungsjurist und ehemaliger Regierungspräsident von Niederbayern.

## Werdegang
Hopfner studierte Rechtswissenschaften in München und Würzburg. Von 1956 bis 1963 war er nach 1932 der erste wieder eigenständige Regierungspräsident von Niederbayern. Anschließend war er bis Januar 1974 Ministerialdirektor im Bayerischen Landwirtschaftsministerium.
Er war bayerischer Landesvorsitzender des Volksbundes Deutscher Kriegsgräberfürsorge.
Er war Mitglied der katholischen Studentenverbindungen KStV Albertia München und KStV Normannia Würzburg.

## Ehrungen
- 1964: Bayerischer Verdienstorden
- 1973: Großes Verdienstkreuz der Bundesrepublik Deutschland
- 1978: Großes Verdienstkreuz mit Stern der Bundesrepublik Deutschland[1]
- 1979: Bayerische Staatsmedaille für soziale Verdienste